# Sant Fruitós de la Vall de Santa Creu
Sant Fruitós de la Vall de Santa Creu és una església del municipi del Port de la Selva inclosa en l'Inventari del Patrimoni Arquitectònic de Catalunya.

## Descripció
Situada a ponent del nucli urbà de la població del Port de la Selva, entre el puig de la Vall i el coll del Perer, a l'extrem de tramuntana del veïnat de la Vall de Santa Creu.
Església d'una sola nau amb capçalera semicircular a l'exterior i poligonal a l'interior. La nau està coberta per una volta de canó fragmentada per un arc toral recolzat damunt dues pilastres adossades als murs, amb les impostes motllurades, i decorada amb llunetes. L'absis presenta el mateix tipus de coberta, tot i que les llunetes es recolzen al murs. L'arc triomfal és de mig punt i es recolza al nivell del sòl. Integrats als murs laterals de la nau, al costat de l'absis, hi ha dos arcs de mig punt sostinguts per pilastres amb les impostes motllurades. Adossades a la banda de migdia del temple hi ha la sagristia i la rectoria, actualment reformada. Als peus hi ha el cor sostingut per un embigat i delimitat per una barana de fusta. Al frontis hi ha la porta d'accés a l'interior, d'obertura rectangular i amb llinda monolítica de pissarra. Més amunt hi ha un senzill òcul amb l'emmarcament arrebossat. Damunt la llinda, incís al revestiment arrebossat i força malmès, hi ha la data 1670 decorada amb motius geomètrics. La part destacable de l'església és el gran campanar d'espadanya bastit a la banda nord de la façana principal. Està format per tres altes pilastres de secció quadrangular, que arrenquen del sòl, coronades per dues arcades de mig punt rematades per una coberta de dues vessants ondulades. Presenta dos arcs de mig punt bastits amb lloses de pedra disposades a sardinell. És curiosa la complexa escala de dos trams d'accés a la part alta del cloquer, per accedir a les campanes, i al cementiri, també enlairat i situat davant de l'església.
La construcció és de rebles de pissarra amb el revestiment arrebossat. L'interior del temple també està arrebossat i pintat.

## Història
Sant Fructuós era una cel·la monàstica ja existent al segle ix, esmentada en un document del 866 com a possessió del monestir de Sant Esteve de Banyoles. El domini de la cel·la, juntament amb altres del comtat de Peralada, fou objecte de litigi entre el dit cenobi i el de Sant Policarp de Rasés, qüestió que originà un judici celebrat a Castelló d'Empúries i un precepte reial, de Carles el Calb, de l'any 877 favorables a l'abadia de Banyoles. L'any 889, però, hi ha un precepte del rei Odó a favor de Sant Policarp i el 899 Carles el Simple atribueix la cel·la a la Seu de Girona. Tanmateix, el mateix rei, l'any 916 torna a confirmar-la a Banyoles.
El 948 en un precepte de Lluís d'Ultramar apareix per primera vegada sota el domini de la veïna abadia de Sant Pere de Rodes que ja havia reconquerit la independència, domini del qual ja no eixirà l'església de Sant Fruitós. És esmentada entre les esglésies emplaçades dins el territori que posseïa la comunitat de Sant Pere a l'entorn de la mateixa casa monàstica en documents dels anys 974,982 i 990. L'església de Sant Fruitós fou, tot primer, sufragània de Santa Creu de Rodes i extingida aquesta passà a dependre de Sant Esteve de Mata o de la Selva de Mar; modernament -any 1926- ha estat agregada a la parroquial del Port de la Selva.
Actualment només s'hi diu missa els mesos d'estiu. L'església actual no conserva vestigis, almenys vistents, de la cel·la medieval. Al seu costat de migdia hi ha el casalot modern de la rectoria, ara ruïnós; en construir- lo, a principis del segle XX aparegueren sepultures medievals de lloses (J Badia, op.cit.,p.115). La Font de la Vall o d'en Garlapa, a l'extrem occidental del poble, explica en part l'emplaçament de la primitiva cel·la. El reduït nucli de població -notable conjunt d'arquitectura popular- s'estengué entre l'església i la font, en una situació ben característica, no gaire lluny de la costa però no visible des del mar.